# Javiera Cañas
Javiera Cañas (* 3. April 1997) ist eine chilenische Leichtathletin, die sich auf den Sprint spezialisiert hat.

## Sportliche Laufbahn
Erste internationale Erfahrungen sammelte Javiera Cañas im Jahr 2016, als sie bei den Ibero-Amerikanischen Meisterschaften in Rio de Janeiro in 45,09 s den sechsten Platz mit der chilenischen 4-mal-100-Meter-Staffel belegte. Anschließend gewann sie bei den U23-Südamerikameisterschaften in Lima in 12,02 s die Bronzemedaille im 100-Meter-Lauf hinter der Kolumbianerin Evelin Rivera und Katherine Chillambo aus Ecuador und belegte in 25,23 s den vierten Platz über 200 Meter. Zudem gelangte sie auch im Staffelbewerb mit 48,71 s auf Rang vier. Im Jahr darauf schied sie bei den Südamerikameisterschaften in Luque mit 11,99 s im Vorlauf über 100 Meter aus und belegte im Staffelbewerb in 46,02 s den vierten Platz. 2018 erreichte sie bei den U23-Südamerikameisterschaften in Cuenca mit 12,02 s Rang acht über 100 Meter und gewann mit der Staffel in 45,55 s die Silbermedaille hinter dem ecuadorianischen Team. Im Jahr darauf nahm sie an der Sommer-Universiade in Neapel teil und schied dort mit 12,23 s und 24,76 s jeweils in der ersten Runde über 100 und 200 Meter aus. 2022 gewann sie bei den Juegos Bolivarianos in Valledupar in 44,57 s die Silbermedaille hinter dem kolumbianischen Team und im Oktober gewann sie bei den Südamerikaspielen in Asunción in 45,04 s gemeinsam mit Macarena Borie, María Montt und Isidora Jiménez die Silbermedaille hinter Kolumbien.
2023 schied sie bei den Südamerikameisterschaften in São Paulo mit 11,81 s im Vorlauf über 100 Meter aus und gewann mit der 4-mal-100-Meter-Staffel in 44,40 s gemeinsam mit Viviana Olivares, Isidora Jiménez und Anaís Hernández die Bronzemedaille hinter den Teams aus Brasilien und Kolumbien.
2019 wurde Cañas chilenische Meisterin in der 4-mal-100-Meter-Staffel.

## Persönliche Bestzeiten
- 100 Meter: 11,77 s (−0,1 m/s), 25. September 2021 in Santiago de Chile
- 200 Meter: 24,53 s (−0,4 m/s), 28. Mai 2023 in Santiago de Chile